# Cepillo (iglesia)

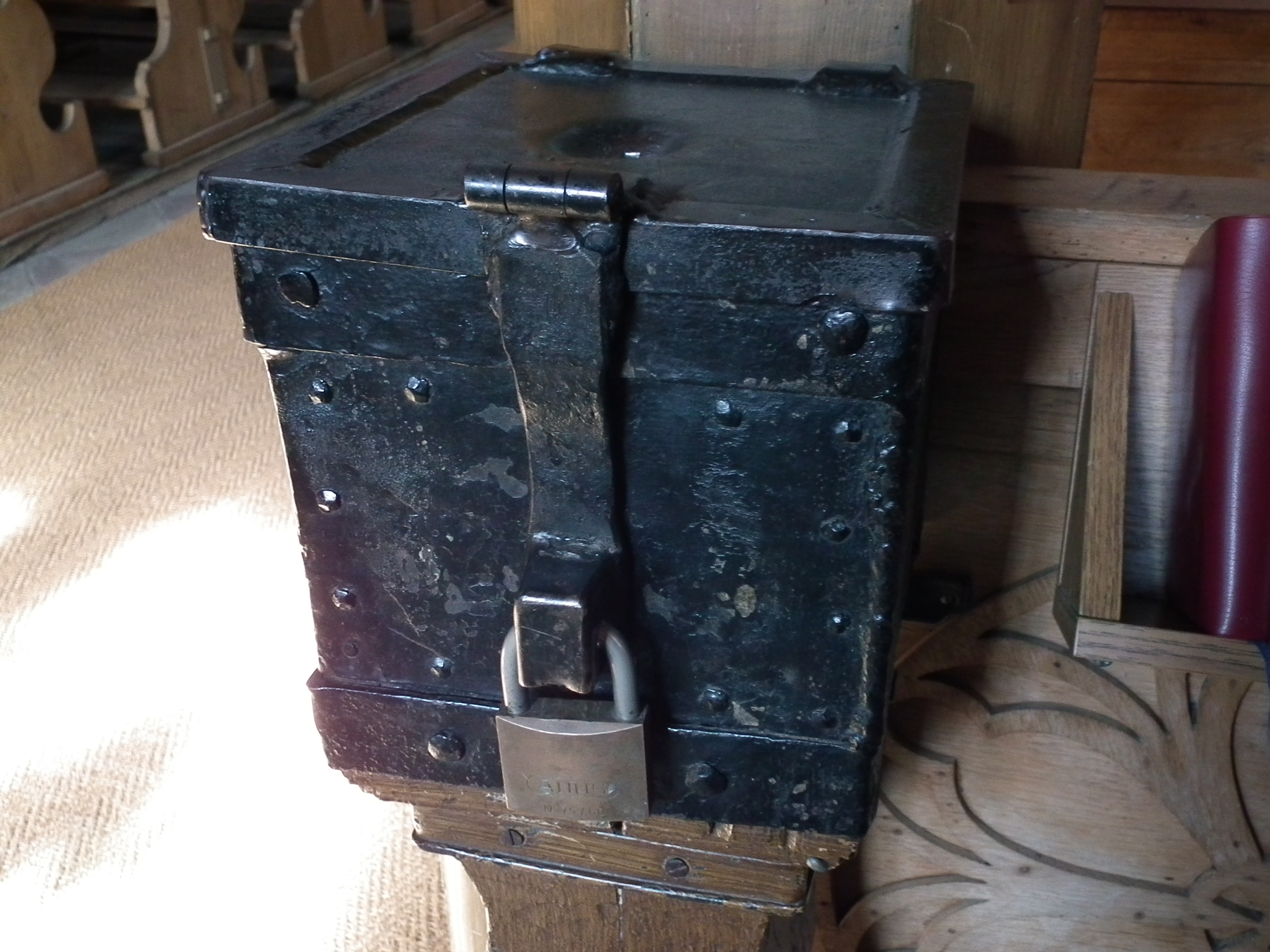
Cepillo en una iglesia

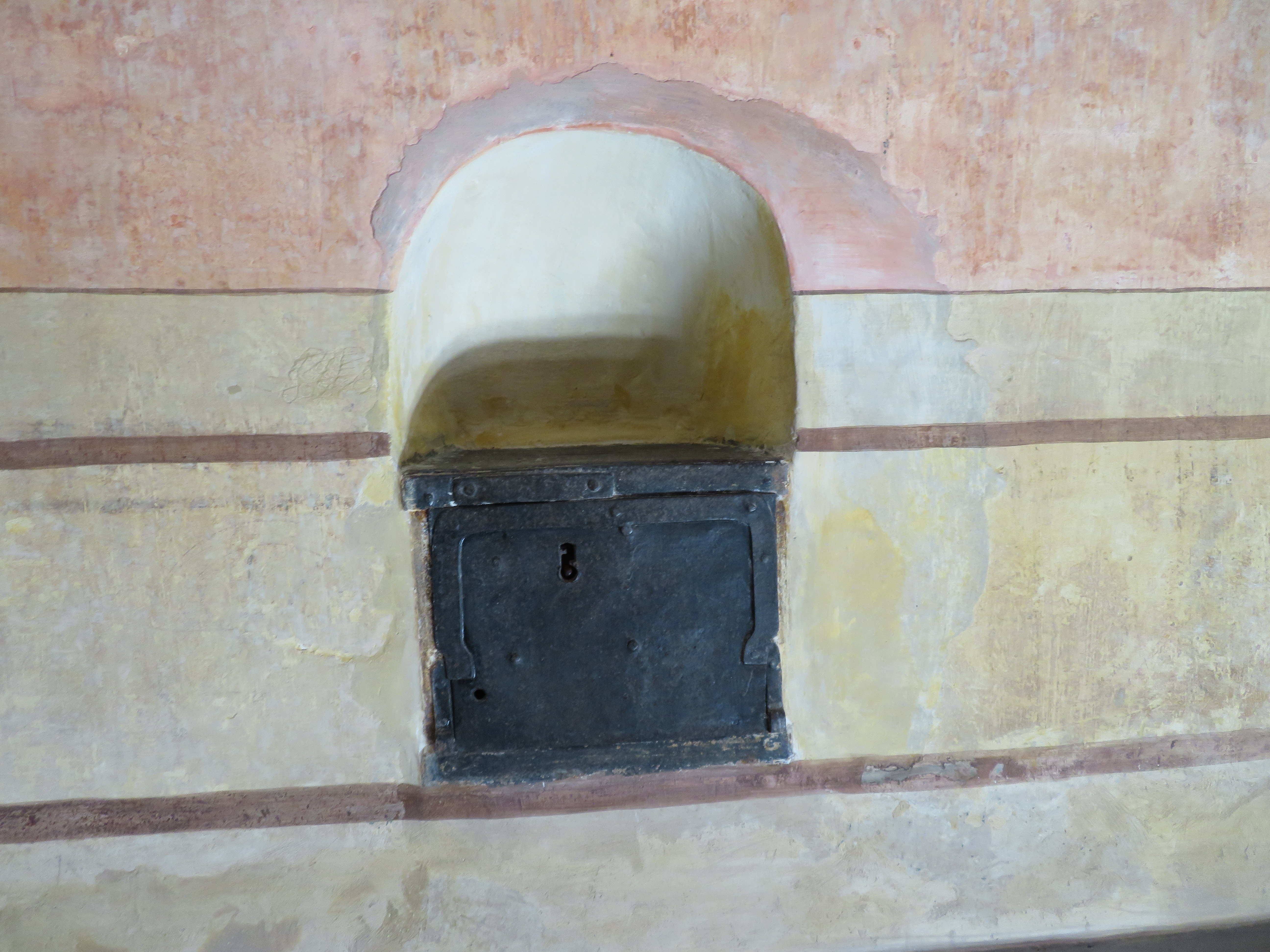
Cepillo de la iglesia, la caja para recoger limosnas.

Se llama cepillo o cepo a la caja que en una iglesia sirve para recoger las limosnas. Suele ser un cofre o caja de madera (u otros materiales) con una abertura para introducir las limosnas con destino piadoso o benéfico. 
En su formato más común se parece a las urnas de votos que se utilizan en las elecciones pero de menor tamaño. Suele ir cerrado con llave y a menudo tiene un sistema para sujetarlo a la pared de las iglesias o demás lugares donde se suelen depositar las ofrendas para los pobres.

## Historia
El origen de estas arquillas de las iglesias en que se recogen las limosnas es muy antiguo. En el cap. XII. del lib. IV. de los Reyes leemos que el pontífice Joiada mandó hacer una arca y abrir encima de ella un agujero, la que colocó primero cerca del altar a mano derecha de los que entraban en la casa del Señor y luego según se desprende del capítulo XXIV de los Paralipómenos fue trasladada por disposición del rey Joas y para mayor comodidad de los oferentes fuera del atrio de los sacerdotes junto a la puerta del templo. En ella, los sacerdotes que estaban de guardia echaban todo el dinero que se ofrecía en el templo del Señor, el cual se invertía en reparar los daños que había hecho la impía Athalia en la casa de Dios, profanando las cosas consagradas de esta para adornar el templo de Baal.
El papa Inocencio III a fines del siglo XII permitió que se colocasen en los templos algunos cepos para que los fieles pudiesen en todo tiempo echar en ellos sus limosnas.
En los últimos años se han instalado cepillos electrónicos, en los que se puede dejar una contribución con tarjeta de crédito u otros medios telemáticos.